# ЮЕЙД
Благодійний фонд «ЮЕЙД» (UAID Foundation) — українська благодійна організація, створена у квітні 2022 року , для надання допомоги Збройним Силам України, іншим військовим формуванням, правоохоронним (спеціальним) органам, органам цивільного захисту, добровольчим формуванням територіальних громад України, а також іншим особам, які забезпечують національну безпеку і оборону України, відсіч у стримуванні збройної агресії з боку РФ.

## Структура благодійного фонду UAID
Дирекцією фонду є Адріана Романко (співзасновниця та керівниця фонду) та Богдан Романко (співзасновник, креативний директор).
Двома основними підрозділами фонду є маркетинг та логістика. Кожен підрозділ складається з керівника, відповідального за організацію діяльності підрозділу, та волонтерів, кожен з яких допомагає у вирішенні поставлених завдань на волонтерських засадах.
Учасниками фонду є представники різних прошарків суспільства і професійних сфер, зокрема, працівники IT-галузі, лікарі, культурні діячі, юристи, психотерапевти, студенти.

## Діяльність
Найважливішою функцією фонду є надання прямої допомоги військовим з метою їх підсилення у боротьбі з військовою агресією Російської Федерації проти України. Фонд займається збором коштів, пошуком та закупівлею таких основних видів допомоги: захисного обладнання (бронежилети, шоломи, тактичний одяг), технічного обладнання (дрони, рації, тепловізори, оптика, приціли), медичної допомоги (аптечки, обладнання та медикаменти для мобільних та польових госпіталів, допоміжних лікарень), автомобілів (пікапи, авто 4х4, машини швидкої допомоги).
Сприяючи поширенню інформації про війну і російську військову агресію, фонд також організовує освітні та мистецькі заходи. Одним з таких заходів став благодійний аукціон, який відбувався двічі за літо 2022 і на якому продавались артефакти війни та твори мистецтва, натхненні часами війни.
Віднедавна учасники фонду із колегами створили візуальну історію про початок війни і те, як закріплювався волонтерський рух.

## Мультимедійний проєкт «Плюс»[6]
Одним з великих проектів фонду став мультимедійний проєкт "Плюс", автором ідеї якого є співзасновник фонду Богдан Романко. Проєкт складається з історії двох людей, викладеної в хронологічному порядку в їхніх повідомленнях одне одному, та який відображає шлях до волонтерства.
Історію було екранізовано з музичним супроводом гурту "ДахаБраха". Авторами проєкту "Плюс" стали Богдан Романко та Назар Кулиняк, які працювали під лейблом камерної студії Shoty. Проєкт був адаптований на англійську мову Андрієм Карачинцевим. Імена героїв проекту "Плюс" не випадкові, а запозичені у реальних людей, які надихнули характери і історії персонажів.